# Łokacz Wielki
Łokacz Wielki – wieś w Polsce położona w województwie wielkopolskim, w powiecie czarnkowsko-trzcianeckim, w gminie Krzyż Wielkopolski.
W latach 1975–1998 miejscowość administracyjnie należała do województwa pilskiego.

## Historia
Historia Łokacza Wielkiego sięga początków XVIII wieku. Wówczas to w 1701 roku u ujścia Drawy i Noteci, właściciel pobliskiego Wielenia Jan Kazimierz Sapieha – na gruntach wsi Drawiny – założył wieś, którą nazwano Oleandry Sapieżyńskie. Ponieważ nazwa ta była trudna do wymówienia dla części cudzoziemskich osadników, wkrótce zaczęto używać nazwy Łokacz Mały. Osada była niewielka, zasiedlona polskimi rolnikami. 
Do 1772 roku wieś leżała w granicach Rzeczypospolitej, jednak w wyniku I rozbioru Polski tereny te przeszły pod panowanie pruskie. Pod koniec  XVIII wieku właścicielka Wielenia księżna Joanna Sapieżyna, do której należał także Łokacz Mały sprzedała część swoich dóbr i przeszły one w ręce niemieckie. Od tego czasu zaczęto używać nazwy Łokacz Wielki